# 江会郡
江会郡，中国南北朝时设置的郡。
北周天和五年（570年）改开江郡置，治所在新浦县（今重庆市开县西南）。属荆州。辖境约当今重庆市开县、万州区等部分地区。建德五年（576年）废。